# Selaginella osaensis
Selaginella osaensis là một loài dương xỉ trong họ Selaginellaceae. Loài này được A. Rojas mô tả khoa học đầu tiên năm 2001.